# Brønnøysunds avis
Brønnøysunds Avis är en norsk dagstidning som utges i Brønnøysund i Nordland fylke. Brønnøysunds Avis var den andra norska tidning som skaffade sig en Internetupplaga den 6 mars 1995, bara slagen av Panorama som lanserades 1 mars 1995. Dagbladet lanserades två dagar senare.